# Symbian
Symbian är ett operativsystem avsett främst för mobiltelefoner som den amerikanska konsultjätten Accenture vidareutvecklar från och med oktober 2011. Symbian utvecklades tidigare av Nokia (februari 2009–oktober 2011) och av Symbian Software Limited (1998–2009).

## Symbian OS
Symbian OS är ett operativsystem för mobiltelefoner och är en vidareutveckling av handdatorsystemet EPOC som utvecklades av Psion. 1998 bildades Symbian Software där Psion blev delägare. EPOC:s femte version kallades för Symbian OS 5.0. De första versionerna av EPOC fanns endast till handdatorer. Därefter användes det även i telefoner där Ericsson R380 blev första modellen. Systemet gick snabbt över till att i praktiken enbart användas i mobiltelefoner. Från och med version 6.0 blev systemet "öppet" vilket innebar att tredjepartsutvecklare kunde skriva sina egna program och spel för plattformen.
I början av 2000-talet togs de grafiska gränssnitten – även kallade menysystem – UIQ, Series 60, Series 80 och Series 90 fram. "Series"-systemen är utvecklade av Nokia där Series 60-varianten blev det mest spridda. Series 60 finns i mer än hälften av de sålda Symbian-telefonerna. Symbian OS är ett av de mest spridda operativsystem för mobiltelefoner. Per den 11 februari 2008 hade det sålts över 150 miljoner Symbian-baserade Series 60-telefoner, enligt Nokia.
Operativsystemet är nu uppe i version 9.5 (mars 2007). Senaste Symbian-versionen i kommersiella produkter är 9.5 (juni 2011).

## Grafiska gränssnitt
Symbian OS har genom åren haft ett antal olika grafiska gränssnitt. De tio första åren fanns det ett antal olika varianter.
På 10-årsdagen (i slutet av juni 2008) för företaget Symbian Software presenterades det att de tre stora gränssnitten skall förenas.

### 10 första åren (olika grafiska gränssnitt)
Symbian har förgrenats i olika versioner som är anpassar för olika gränssnitt och hårdvaror, några av dem är
- FOMA, eller MOAP (Mobile Oriented Applications Platform)
- Series 60 – det mest spridda gränssnittet och fanns i Nokias mer avancerade telefoner (till exempel Nokia N73, N70, N95 och 5800)
- Series 80 – ett Communicatorgränssnitt för Nokia 9300 och 9500 (Series 80 förenades senare med Series 60)
- Series 90 – ett kortlivat gränssnitt (fanns i Nokia 7710, från år 2004)
- UIQ – ett gränssnitt med stöd för pekskärmar (Sony Ericsson P990i, P1i, Motorola A1000 med flera)

Första mobiltelefonen med Series 60 var Nokia 7650 som presenterades 19 november 2001. UIQ presenterades i februari 2002 på 3GSM av Symbian Software (källa). I februari 2007 förberedde Nokia nedläggningen av Series 80 när en ny och Series 60-baserad Communicatormodell (E90) lanserades.
De tre vanligaste gränssnitten i slutet av år 2007 var:
- Series 60 (från Nokia)
- MOAP (från NTT DoCoMo)
- UIQ (från UIQ Tech.)

### År 10 och framåt (med förenat grafiskt gränssnitt)
I slutet av juni 2008 – på Symbians 10-årsdag – presenterades det att de tre vanligaste gränssnitten skall förenas och bygga vidare på Nokias gränssnitt Series 60. Series 60:s femte utgåva kom att kallas Symbian^1. Den första mobilen med Symbian^1 som presenterades var Nokia 5800 i början av oktober 2008. I början av december 2008 presenterades den andra modellen: Nokia N97. Söndagkvällen 15 februari 2009 vid Mobile World-mässan i Barcelona presenterade Sony Ericsson sin första mobil med Symbian^1: Satio (då med kodnamnet Idou). Senare presterande Sony Ericsson ytterligare en modell: Vivaz samt Vivaz Pro. Samsung presenterade också en modell: Omnia HD.
Under året 2010 meddelade både Samsung och Sony Ericsson att man slutar helt och hållet med Symbian-mobiler efter att ha satsat allt hårdare på konkurrerande smartphone-system som Google Android och Microsoft Windows Phone, medan Nokia fortsatte sin Symbian-satsning. I slutet av 2010 började Nokia leverera de första modellerna med en uppgraderad Symbian-version kallad Symbian^3. Men i början av februari 2011 meddelade Nokia att Windows Phone kommer att bli bolagets "framtida primära smartphone-system".
Sent under året 2010 när de första Symbian^3-mobilerna (Nokia N8 med flera) började levereras till kunder valde Nokia att skrota den gamla roadmapen med Symbian^4, Symbian^5 och så vidare. I stället skulle systemet kallas för Symbian och komma med löpande uppdateringar. Våren 2011 stod det klart att den första stora uppdateringen skulle heta Symbian Anna. Mellan april 2011 och juni 2011 jobbade Nokia även med att "outsourca" Symbian till konsultbolaget Accenture  med start i oktober 2011 och kontrakt till år 2016.

## Licenstagare
Följande företag som i slutet av år 2007 levererade Symbian OS-baserade produkter var, enligt Symbian Software: Fujitsu, LG Electronics, Motorola, Mitsubishi Electric, Nokia, Samsung, Sharp och Sony Ericsson.

## Symbian Software Limited
Företaget som utvecklade Symbian OS sedan juni 1998 heter Symbian Software Limited. Den 1 februari år 2009 blev alla Symbian Software-anställda Nokia-anställda efter att Nokia den 2 december 2008 blivit snudd på 100-procentig ägare av Symbian Software .

## Accenture
Från och med oktober 2011 skall den amerikanska konsultfirman Accenture vidareutveckla Symbian . Uppgörelsen innebar att cirka 2800 Nokia-anställda kommer att jobba vidare med Symbian men med Accenture som arbetsgivare. I juni 2011 var tanken att Accenture skall vidareutveckla Symbian och ge support till och med år 2016.

## Missförstånd med S40
Nokias grafiska skal för javamobiler Series 40, eller S40, har vissa avancerade egenskaper . Skalet räknas inte som ett operativsystem, utan snarare som ett suboperativsystem. Series 40 är ett gränssnitt för Javamobiler, och har inget gemensamt med varken Series 60 eller operativsystemet Symbian.

## Symbian OS versionshistorik

### Under namnet EPOC
- 1.0 – Juni 1997. Första versionen. Version 2.0 och 3.0 kom i snabb takt.
- 4.0 – Juni 1998. Nokia, Motorola och Ericsson klev in i utvecklingen.
- 5.0 – Ericsson R380 blev första telefonen med det som nu kallades Symbian OS. Plattformen var stängd för tredjepartsprogram.

### Under namnet Symbian OS
- 6.0 – Bluetooth-stöd. Dessutom öppen för tredjepartsprogram där första telefonen var Nokia 9210.
- 6.1 – första versionen som användes för miljön Series 60
- 7.0 – EDGE- och IPv6-stöd. Första versionen som användes för Series 80, Series 90 och UIQ.
- 7.0s – Version som ger bakåtkompatibiltet med Symbian OS 6.x.
- 8.0 – 3G- och DVB-H-stöd.
- 8.1 – allmänna förbättringar. Släpptes i version 8.1a och 8.1b. Nokia valde 8.1a medan många japanska tillverkare föll för 8.1b. (Symbians info.)
- 9.0 – en version som aldrig blev kommersiell. Fanns bara internt hos Symbianutvecklarna. (Symbians info.)
- 9.1 – Stöd för nya tekniker: USB Mass Storage och Bluetooth 2.0. (Symbians info.)
- 9.2 – Stöd för OMA Device Management version 1.2. (Symbians info.)
- 9.3 – Stöd för Unicode 3.0 och nya processorer. Förbättrad minneshantering. (Symbians info.)
- 9.4 – (Symbians info.)
- 9.5 – Stöd för HSUPA. (Symbians info.)

### Under namnet Symbian^
Källa: Symbian Foundation
- 1 – Symbian OS 9.4 med Series 60 5th Edition. källa
- 2 – första Open Source-versionen. källa
- 3 – Symbian OS 9.5 med Series 60 5th Edition. Stöd för bl.a. HDMI-utgång för telefoner källa
- 4 – större förändring av grafiska gränssnittet källa. Denna version blev aldrig verklighet.

### Under namnet Symbian
- Symbian Anna (sommaren 2011) – tidigare under namnet Symbian^3 PR2.0. Bland nyheterna: Tangentbordet på skärmen kan även visas i stående läge och delar skärmytan med aktiv app. App-ikonerna i menysystemet är rundade. Version 7.3 av webbläsaren som ger en rejäl prestanaknuff och dessutom bland annat stöd för IDN. Anna tillgängliggjordes som en gratis uppdatering till Nokia N8, E7, C7 och C6-01 den 18 augusti 2011.
- Symbian Belle (slutet av 2011/tidigt 2012) – en ny version som innebär större förändringar i grafiska användargränssnittet med startskärmwidgets i varierande storlekar, en notisrullgardin, omdesignad statusmeny i skärmens överkant, version 7.4 av webbläsaren med mera [4]. Belle kom först som förinstallerat system i enstaka Symbian-modeller i slutet av 2011 medan Belle som uppdatering släpptes i början av februari 2012 till modeller som bland annat Nokia N8. Nokia valde att marknadsföra Symbian Belle under namnet Nokia Belle.

## Symbian OS och relaterade UIQ
- 6.0 – UIQ 1.0
- 6.1 – UIQ 1.1
- 7.0 – UIQ 2.0-2.1
- 9.1 – UIQ 3.0
- 9.2 – UIQ 3.1-3.2
- 9.3 – UIQ 3.3

## Symbian OS och relaterade Series 60 (S60)
- 6.1 – S60 1st Edition (exempel: 3650, 7650)
- 7.0s – S60 2nd Edition (Nokia 6600) och 2nd Edition FP1 (exempel: 6670)
- 8.0a – S60 2nd Edition FP2 (exempel: 6630)
- 8.1a – S60 2nd Edition FP3 (exempel: N70)
- 9.1 – S60 3rd Edition (exempel: N73, N80, N91, N93)
- 9.2 – S60 3rd Edition FP1 (exempel: 6120, E90, N82, N95)
- 9.3 – S60 3rd Edition FP2 (exempel: 6210, 6220, N78, N96, N85)
- 9.4 – S60 5th Edition (exempel: 5800, N97, Samsung Omnia HD, Sony Ericsson Satio och Sony Ericsson Vivaz)
- Symbian^1 – annat namn för Symbian OS 9.4 med S60 5th Edition
- Symbian^2 – en plattform som är ett mellansteg mellan S^1 och S^3, vilken inte kommer att finnas på konsumentmarknaden [5]. Systemet hamnade dock i ett fåtal mobiltelefoner på den japanska marknaden.
- Symbian^3 – kallas även S60 v5.2 (exempel: Nokia N8, E7, C7)
  - Symbian^3 PR 1.0 – (hösten 2010) – första versionen
  - Symbian^3 PR 1.1 – (februari 2011) – första uppdateringen: små nyheter som bland annat autoroterande ring-app
  - Symbian^3 PR 1.2 – (mars 2011) – andra uppdateringen
  - Symbian Anna – (augusti 2011) – tredje uppdateringen, även kallad Symbian^3 PR 2.0: större uppgradering av webbläsaren, uppdaterat skärmtangentbord och rundade ikoner i menysystemet. Ger även stöd för NFC (som finns i Nokia C7). (exempel: Nokia X7, E6, 500)
  - Symbian Belle – (slutet av 2011) – fjärde uppdateringen. Nyheter: Notisrullgardin, startskärmwidgets med olika storlekar, omdesignad statusrad högst upp, med mera. Även förbättrat NFC-stöd. (exempel: 600, 700, 701)
  - Symbian Belle FP1 – (tidigt av 2012). Ny version som följer med Nokia 808 samt utlovas som uppdatering till tre äldre Symbian-mobiler: Nokia 603, Nokia 700 och Nokia 701.

Förklaringar:
- FP: feature pack